# 59B villamos (Budapest)
A budapesti 59B jelzésű villamos a Márton Áron tér és Hűvösvölgy között közlekedik. A viszonylatot a Budapesti Közlekedési Zrt. üzemelteti. A villamos csak tanítási időszakban, hétköznap, a reggeli csúcsidőben közlekedik. A járaton engedélyezett a kerékpárszállítás.

## Története
2016. január 18-án indult a budai fonódó villamoshálózat átadásával a Márton Áron tér és Hűvösvölgy között.
Az Alkotás utcai és a Villányi úti peronfelújítások miatt 2016. augusztus 29-étől október közepéig egész nap közlekedett.
Pályafelújítás miatt 2017. május 27-étől augusztus 27-éig nem közlekedett.
A Krisztina körúton zajló munkálatok miatt 2017. augusztus 28-ától szeptember 24-éig egész nap járt az ideiglenesen szünetelő 59-es és 59A villamosok helyett.
A vonalon 2020. március 19-étől április 30-áig szünetelt a forgalom.

## Útvonala
| Hűvösvölgy felé |
| Márton Áron tér vá. – Érdi út – Németvölgyi út – Jagelló út – Apor Vilmos tér – Böszörményi út – Nagyenyed utca – Alkotás utca – Magyar jakobinusok tere – Krisztina körút – Széll Kálmán tér – Szilágyi Erzsébet fasor – Hűvösvölgyi út – Versec sor – Alsó Völgy utca – Völgy utca – Hűvösvölgyi út – Hűvösvölgy vá. |
| Márton Áron tér felé |
| Hűvösvölgy vá. – Hűvösvölgyi út – Völgy utca – Alsó Völgy utca – Versec sor – Hűvösvölgyi út – Szilágyi Erzsébet fasor – Széll Kálmán tér – Krisztina körút – Magyar jakobinusok tere – Alkotás utca – Nagyenyed utca – Böszörményi út – Apor Vilmos tér – Jagelló út – Németvölgyi út – Érdi út – Márton Áron tér vá. |

## Megállóhelyei
Az átszállási kapcsolatok között az 59-es és 59A villamosok nincsenek feltüntetve!
| 0  | Márton Áron tér végállomás  | 34 | 8E, 53 | |
| 2  | Süveg utca                  | 32 | 8E | |
| 3  | Farkasréti temető           | 31 | 8E | Farkasréti temető |
| 3  | Liptó utca                  | 30 | | |
| 4  | Vas Gereben utca            | 29 | | |
| 5  | Zólyomi lépcső              | 28 | | Hegyvidék bevásárlóközpont                                                                                                   |
| 6  | Apor Vilmos tér             | 27 | 102, 105, 110, 112, 212, 212A, 212B | |
| 8  | Kiss János altábornagy utca | 25 | 102, 105, 212, 212A, 212B | XII. kerületi Önkormányzat, ELTE Tanító- és Óvóképző Kar                                                                     |
| 9  | Királyhágó tér              | 23 | 102, 105, 210, 212, 212A, 212B | |
| 11 | Kék Golyó utca              | 22 | 21, 21A, 39, 102, 221 | |
| 12 | Déli pályaudvar M           | 20 | 17, 56, 56A, 61 21, 21A, 39, 102, 139, 140, 140A, 221 S10 S12 S30 Z30 S34 S35 S40 Z40 S42 Z42 IC, sebesvonat, gyorsvonat, expresszvonat,                                           | Metróállomás, Déli pályaudvar, Országos Onkológiai Intézet, Vérmező, Pénzügyi Szervezetek Állami Felügyelete                 |
| 15 | Széll Kálmán tér M          | 18 | 4, 6, 17, 56, 56A, 61 5, 16, 16A, 21, 21A, 22, 22A, 39, 91, 102, 116, 128, 129, 139, 140, 140A, 149, 155, 156, 221, 222 781, 782, 783, 784, 785, 786, 787, 789, 791, 793, 794, 795 | Metróállomás, Városmajor, Budai Várnegyed, Nemzeti Média- és Hírközlési Hatóság, Nemzetgazdasági Minisztérium, Postapalota   |
| 17 | Nyúl utca                   | 16 | 56, 56A, 61 5, 91, 155, 156 | |
| 18 | Városmajor                  | 15 | 56, 56A, 60, 61 5, 22, 22A, 91, 155, 156, 222 | Fogaskerekű Vasút, Körszálló, Városmajor kocsiszín                                                                           |
| 19 | Szent János Kórház          | 14 | 56, 56A, 60, 61 22, 22A, 91, 128, 129, 155, 156, 222 781, 782, 783, 784, 785, 786, 787, 789, 791, 793, 794, 795                                                                    | Szent János Kórház, Kútvölgyi kórház, Városmajori Gimnázium, SPAR                                                            |
| 21 | Nagyajtai utca              | 11 | 56, 56A, 61 91, 129 | |
| 23 | Budagyöngye                 | 10 | 56, 56A, 61 22, 22A, 129, 222, 291 781, 782, 783, 784, 785, 786, 787, 789, 791, 793, 794, 795                                                                                      | Budagyöngye Bevásárlóközpont, Szépilona kocsiszín                                                                            |
| 24 | Akadémia                    | 9  | 56, 56A, 61 129 | |
| 25 | Kelemen László utca         | 8  | 56, 56A, 61 29, 129 | Babérliget Általános Iskola és Alapfokú Művészeti Iskola, Fürkész Innovatív Általános Iskola, IBS Nemzetközi Üzleti Főiskola |
| 26 | Zuhatag sor                 | 6  | 56, 56A, 61 | |
| 27 | Nagyhíd                     | 5  | 56, 56A, 61 | |
| 28 | Vadaskerti utca             | 4  | 56, 56A, 61 | |
| 29 | Völgy utca                  | 3  | 56, 56A, 61 | Palotás Gábor Általános Iskola                                                                                               |
| 30 | Heinrich István utca        | 2  | 56, 56A, 61 | |
| 33 | Hűvösvölgy végállomás       | 0  | 56, 56A, 61 29, 57, 63, 64, 64A, 64B, 157, 157A, 164, 164B, 257, 264 Gyermekvasút                                                                                                  | Gyermekvasút |